# Remix (telenovela)
Remix è una telenovela indiana creata dalla telenovela argentina Rebelde Way. Dalla serie è nato il gruppo Remix Gang.

## Trama
La storia si svolge in una scuola di élite che è un'istituzione per i figli dei ricchi e famosi, chiamato Maurya alta. Il college ospita anche studenti di borse di studio, che provengono dalla parte più povera della società. La storia si sviluppa attorno agli studenti, le loro vite, le loro insicurezze, le loro amicizie, le loro rivalità e ambizioni.
Tia (Shweta Gulati), Anvesha (Priya Wal), Yuvi (Raj Singh Arora)  e Ranveer (Karan Wahi), i quattro personaggi principali, piuttosto spendere molto poco tempo uno con l'altro, affrettandosi dalle differenze e l'aspetto, tutti sembrano avere le loro priorità e preferiscono percorrere una propria strada per soddisfare le vostre ambizioni. Ma il destino ha qualcos'altro preparato per loro. Le circostanze li hanno costretti a convivere con una serie di crisi e di storie drammatiche. I quattro formano un gruppo di musica e diventano la sensazione del decennio.
La storia ha anche diversi altri elementi che determinano il destino dei quattro protagonisti e molti altri studenti, insegnanti e genitori formano un legame con gli elitisti della scuola. Spostamento di forma economica situazioni, la pressione dei pari, dilemmi adolescenti e altri crescita afflizioni, ale tenta visualizzare la notizia attraverso un questionario adolescente per la libertà.

## Cast
Protagonisti (Remix Gang)
- Priya Wal - Anvesha Banerjee Ray
- Shweta Gulati - Tia Ahuja
- Karan Wahi - Ranveer Sisodia
- Raj Singh Arora - Yuvraj Dev

Adolescenti
- Anu Sinha - Meher Dastoor
- Archana Puran Singh - Priyanka 'Pri' Srinivas
- Agarwal Habib - Nakul Ganesha
- Gaurav Gupta - Siddharth 'Sid' Meetha
- Saurav Jain - Amandeep Chadha 'Aman' Haddad
- Kunal Kapoor - Varun Khedekar
- Surilli - Maria Priya (M.P)
- Sakshi Talwar - Vrinda Bhatt
- Mansee Deshmukh - Latika Jambhwal
- Mohit Sehgal - Bahuan Seth
- Jas Karan Singh - Shiva Parvati
- Rujutha Shah - Shyla Seth
- Lessie Messerth - Jessye Lobe
- Soham Master - Raghu Deshpande
- Siddhanth Karnick - Arjun Khanna
- Karan Mehra - Aditya Counet
- Benaf Dadachanji - Yamini Benaaf
- Arunima Sharma - Ira Gopal
- Sanaya Irani - Suria Meetha
- Rati Pandey - Kim Opash
- Navina Bole - Beatrice 'Bea' Ahuja

Adulti e amici
- Sonia Kapoor - Soniya Ray
- Vinay Jain - Sumeet Ahuja
- Kavita Kaushik - Pallavi
- Chare Will - Mr. Jambwal
- Vishal Puri - Puneet Ahuja
- Arjun Bijlani - Vikram Laksmi
- Ayub Khan - Vipul
- Manav Gohil - Debashish Mitra
- Dimple Inamdar - Ayesha
- Manoj Bidwai - Shashank
- Maninee De - Chi Chi
- Anoop Soni - Raghav Dutt
- Malaika Arora Khan - Diane Ahuja
- Freida Pinto - Maya Rudolf
- Deepak Pareek - Vadej Pareja

## Altre versioni della telenovela
- Argentina 2002/2003: Rebelde Way
- Messico 2004/2006: Rebelde
- Grecia 2008/2009: Γ4
- Portogallo 2008/2009: Rebelde Way
- Cile 2009: S.O.S. Corazón Rebelde
- Brasile 2011/2012: Rebelde
- Venezuela 2011: La Banda